# آلدو چیبیچ
آلدو چیبیچ (به ایتالیایی: Aldo Cibic)؛ (زادهٔ ۱ ژانویهٔ ۱۹۵۵ میلادی) طراح اهل ایتالیا است.

## حرفه

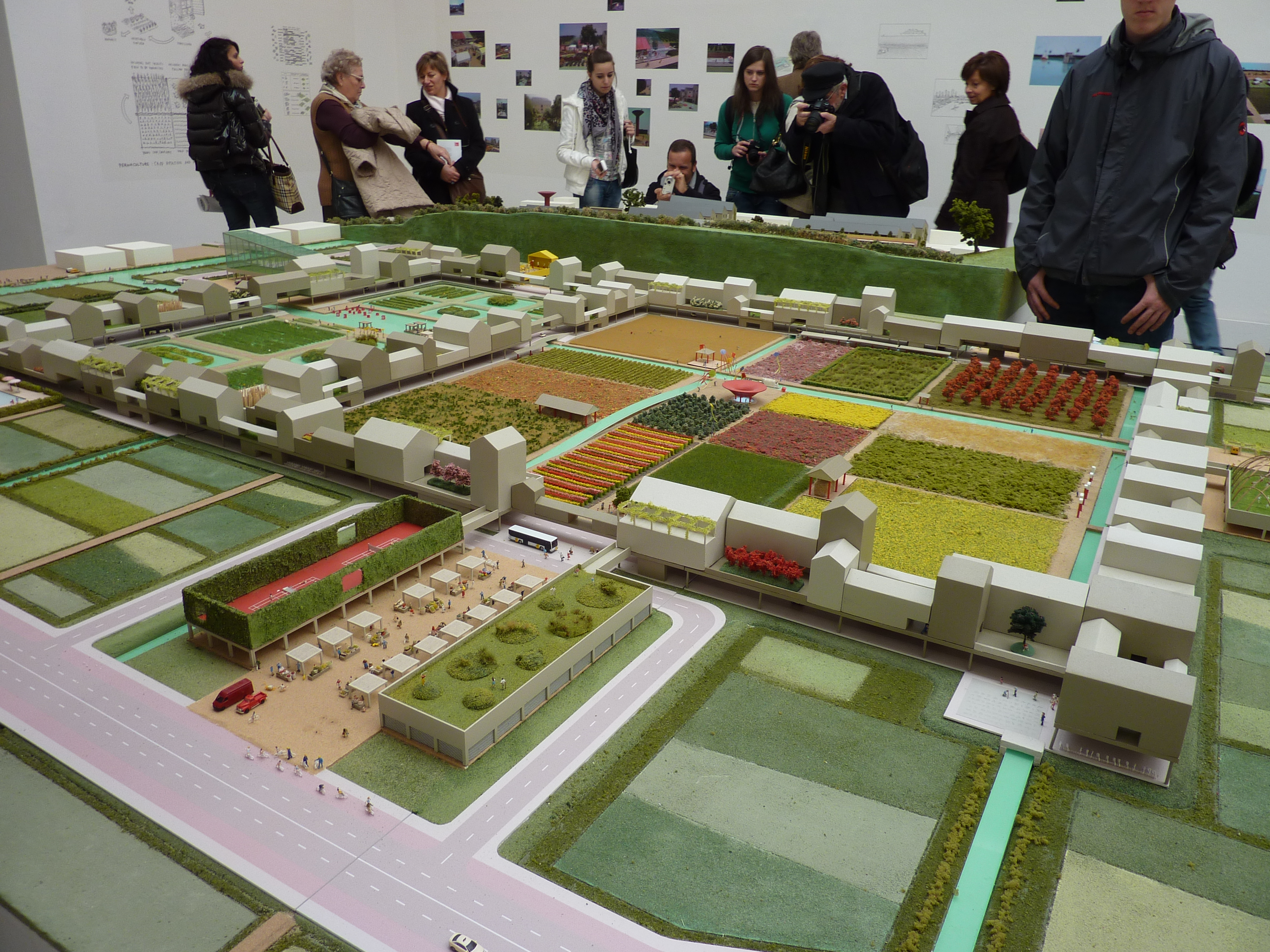
بازاندیشی دربارهٔ شادی در دوسالانهٔ ونیز، سال ۲۰۱۰ میلادی

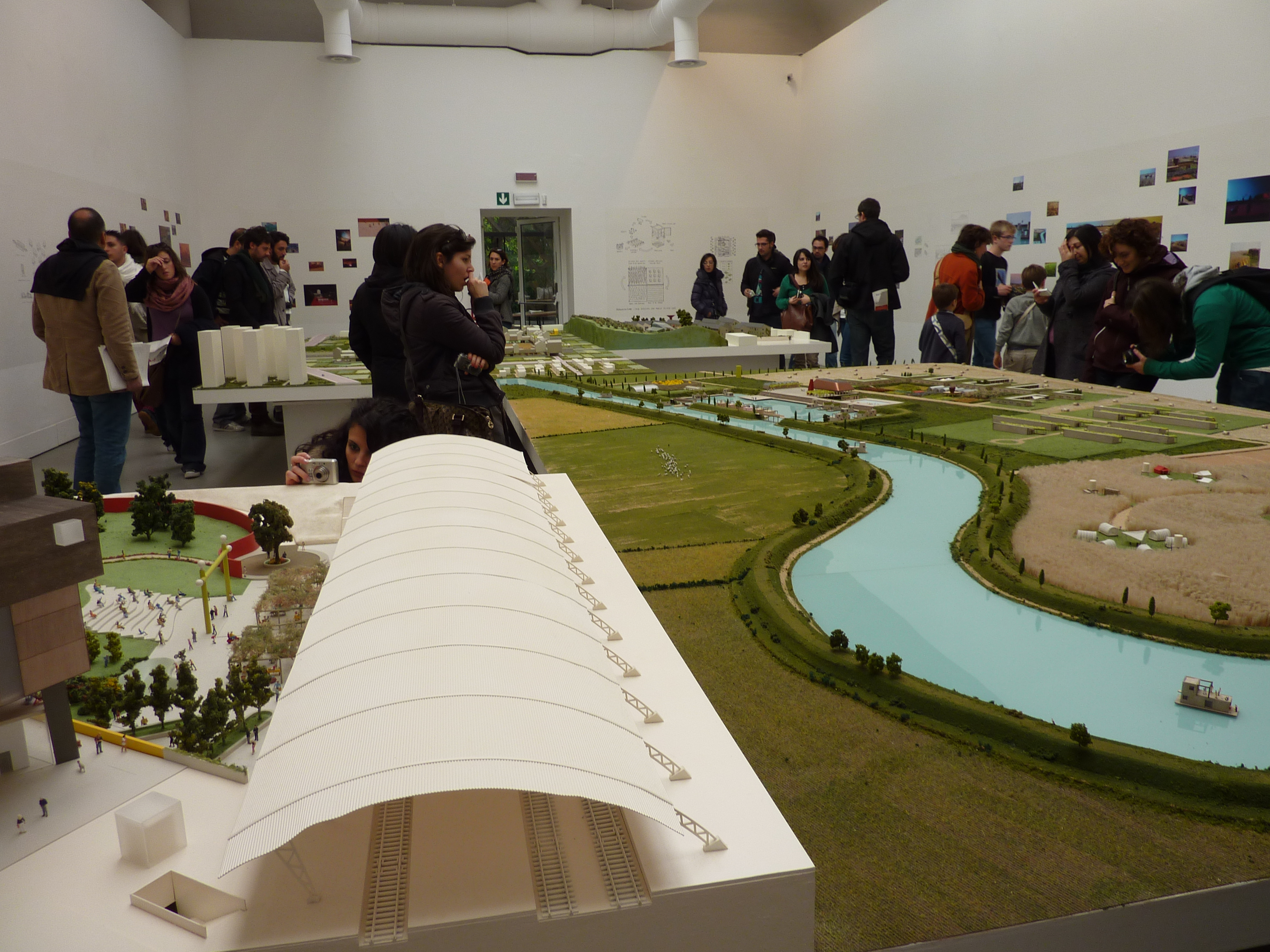
بازاندیشی دربارهٔ شادی در دوسالانهٔ ونیز، سال ۲۰۱۰ میلادی

آلدو در سن ۲۲ سالگی در استودیوی اتوره سوتساس کار می‌کرد. در سال ۱۹۸۰ میلادی، او شریک مؤسس استودیو سوتساس آسوچاتی شد. در همان سال، چیبیچ با همکاری سوتساس به یکی از بنیانگذاران گروه ممفیس تبدیل شد – یک انجمن جمعی که به طراحی و معماری اختصاص داشت. گروه ممفیس تا سال ۱۹۸۷ میلادی فعال باقی ماند. تجربهٔ ممفیس باعث شد که چیبیچ رویکرد تجربی را به عنوان معیار خود در نظر بگیرد.

عامل تعیین‌کنندهٔ رابطهٔ او با اتوره سوتساس، تا حدی که وقتی آلدو در بیست سالگی بود او را به عنوان شریک انتخاب کرد را سوتساس در آخرین مصاحبهٔ خود چنین بیان می‌کند:
«فکر نمی‌کنم اثری از کارم به جای گذاشته باشم، شاید تا اندازه‌ای در آلدو چیبیچ».
در اواخر دههٔ ۱۹۸۰ میلادی، آلدو شروع به تأمل در مفهوم شخصی‌تری از خلاقیت کرد، که الهام بخش راه‌اندازی اولین پروژهٔ مستقل او بود. او در راستای ایده‌اش از طراحی بیشتر انسانی و کمتر حماسی، انتخاب کرد که نه تنها اشیاء را برای خانه طراحی کند، بلکه آن‌ها را برای فروش نیز طراحی کند، او اولین مجموعهٔ خود-تولید خود را با عنوان «استاندارد» برای نمایش عمومی از اتاق زیرشیروانی خانهٔ خود در میلان، ارائه کرد. افتتاحیه‌ای سنتی از نمایشگاه‌های بداهه، که از آن زمان به وسیله‌ای برای آزمایش پروژه‌های طراحی او تبدیل شده و تحقیقات او را هدایت می‌کنند.
فعالیت تحقیقاتی او در زمینهٔ «طراحی نوآوری اجتماعی» از طریق تدریس در دانشکده‌های مختلف طراحی و معماری (آکادمی دوموس میلان، پلی‌تکنیک میلان، یوآو ونیز، دانشگاه تونگجی شانگهای) توسعه یافته‌است. آغاز آن با کسب‌وکار خانوادگی، در ابتکار «سمت جامد»، که با همکاری طراحی شرکت فیلیپس در آکادمی دوموس در اوایل دههٔ ۱۹۹۰ میلادی راه‌اندازی شد، پروژه‌های پیشگامی مانند داستان‌های جدید طراحی جدید (۲۰۰۲) و سیتیزن‌سیتی (۲۰۰۳) را تولید کرد. این پروژه‌های تحقیقاتی یک رابطهٔ پویا بین مردم و فضا را تقویت کردند و شیوهٔ جدیدی از طراحی مکان‌ها را بر اساس تعاملات اجتماعی ارائه کردند که حول یک موضوع اصلی می‌چرخید: «تفسیر پایداری». تجربه‌ای که با پروژه «واقعیت‌های خرد» به اوج خود رسید که در دوسالانهٔ ونیز در سال ۲۰۰۴ میلادی ارائه شد.
برای دوازدهمین دورهٔ دوسالانه ونیز در سال ۲۰۱۰ میلادی، ۴۳ هنرمند توسط کازویو سجیما دعوت شدند، از جمله آلدو چیبیچ برای پیشنهاد پروژه‌ای به نام «بازاندیشی شادی» با هدف ایجاد و افزایش شادی در جوامع جدید از طریق ۴ پروژهٔ منحصر به فرد. آلدو چیبیچ از معماران، کشاورزان، طراحان، جامعه شناسان و مشاوران انرژی برای این پروژه‌ها دعوت کرد.
در سال ۲۰۱۵ میلادی، او نمایشگاه‌گردانی غرفهٔ ونیز را در پنجاه و ششمین نمایشگاه بین‌المللی هنر دوسالانهٔ ونیز، به کاوش در روند خلاقیت بین جهانی‌سازی و ریشه‌های سرزمینی انجام داد.
در سال ۲۰۱۹ میلادی آلدو چیبیچ به عنوان کارشناس خارجیِ عالی‌رتبه توسط ادارهٔ امور کارشناسان خارجی کشور جمهوری خلق چین انتخاب شد.
آلدو چیبیچ استاد افتخاری در دانشگاه تونگجی، شانگهای است.
در سال ۲۰۲۱ میلادی به عنوان استاد افتخاری مطالعات شهری در آکادمی علوم اجتماعی شانگهای منصوب شد.
آثار طراحی و ترسیمات او در مجموعه‌های دائمی چون: موزهٔ اشتدلیک در آمستردام، موزهٔ خرونینگر در خرونینگن، سی‌سی‌ای (مرکز معماری کانادا) در مونترآل، موزهٔ ویکتوریا و آلبرت در لندن، موزهٔ تری‌یناله طراحی ایتالیایی در میلان و مرکز پمپیدو در پاریس به نمایش گذاشته شده‌اند.
آلدو چیبیچ توسط مجلهٔ معماری دوموس در راهنمای بهترین معماران جهان «۱۰۰+ بهترین شرکت معماری ۲۰۱۹ میلادی» گنجانده شده‌است. از جمله، الساندرو مندینی و جوزف گریما، ویراستاران دوموس، انتخابی را به نفع دادن صدایی به شیوه‌هایی ارائه کردند که نشان می‌دهد چگونه «ممکن است معماری اجتماعی واقعاً در آینده شکوفا شود».

## کارگاه چیبیچ
کارگاه چیبیچ با استفاده از بررسی تحقیقی در طراحی، محیط ساخته شده را از منظری متفاوت و در مقیاسی متفاوت مشاهده می‌کند. فرد، همراه با سیستم پیچیده روابط، توانایی او در تصور و اختراع، کشف فرصت‌های جدید و بهره‌برداری از تغییرات، کانون مرکزی می‌شود.
کارگاه چیبیچ بر انواع پروژه‌های پایدارِ جایگزین با هدف ارتقای کل مناطق محلی و تعریف آگاهی فرهنگی، احساسی و محیطی جدید از فضای عمومی متمرکز است.
در سال ۲۰۲۰ میلادی کارگاه چیبیچ دفتر جدیدی را در شانگهای افتتاح کرد، با تمرکز بر ایجاد اشیاء، فضاها و جوامع معنادار و فرهنگی مرتبط، اعم از عمومی و خصوصی، از طریق پرداختن به موضوعاتی که ما امروز آن‌ها را برای جامعه مهم می‌بینیم.
زمینه‌های کلیدی کاری:
- زیبایی قابل دسترس برای فضاهای خانگی.
- مناظر اشتراکی باعث ایجاد حس اجتماع و مسئولیت در قبال فضاها و محیط‌های مشترک می‌شود.
- جدید قدیمی، طراحی جدید از مواد قدیمی.